# Герб Степані
Герб Сте́пані — офіційний символ селища міського типу Степань Рівненської області. Затверджений 28 січня 1998 року сесією Степанської селищної ради.

## Опис (блазон)
У зеленому полі золота 6-променева зірка, обабіч неї дві золоті 6-променеві зірки меншого розміру, під ними срібний півмісяць ріжками вгору, над ними — золоте півкільце із загостреним виступом. 
Щит обрамований декоративним картушем та увінчаний срібною міською короною.

## Зміст
Герб реконструйовано за міським знаком XVI ст. У його основі — видозміна герба князів Острозьких.

## Автори
Автори — А. Б. Гречило та Ю. П. Терлецький.